# Rhinophis travancoricus
Espèce
Statut de conservation UICN

 EN B1ab(iii)+2ab(iii) : En danger
Rhinophis travancoricus est une espèce de serpents de la famille des Uropeltidae.

## Répartition
Cette espèce est endémique du Sud de l'Inde. Elle se rencontre dans les États du Kerala et du Tamil Nadu.

## Description
L'holotype de Rhinophis travancoricus mesure 170 mm et dont le diamètre est d'environ 5 mm. Cette espèce a le corps brun violacé sombre. Les écailles de ses flancs et de sa face ventrale sont bordées de blanchâtre. La pointe de sa queue ainsi que la face interne de celle-ci est jaune.

## Publication originale
- Boulenger, 1893 "1892" : Description of a new earth-snake from Travancore. Journal of the Bombay Natural History Society, vol. 7, p. 318 (texte intégral).